# Atlantico (album)
| Recensione       | Giudizio |
| ---------------- | -------- |
| All Music Italia | 6,5/10   |
| Rockol           | 7/10     |

Atlantico è il quinto album in studio del cantautore italiano Marco Mengoni, pubblicato il 30 novembre 2018 dalla Sony Music.

## Descrizione
Contrariamente a quanto operato con i precedenti album in studio, Atlantico è il risultato di due anni e mezzo di lavoro in cui il cantante ha espresso il desiderio di «ricominciare da capo, di forzarmi alla solitudine e al silenzio per prendere nuovi input» e viaggiare in svariate zone del mondo, come l'America meridionale, il Medio Oriente e l'Africa, per esplorare le varie sonorità e influenze musicali confluite nei quindici brani dell'album:
Dal fronte delle produzioni musicali, Mengoni ha collaborato con artisti italiani ed internazionali, tra cui Mauro Pagani, Takagi & Ketra, El Guincho e i Rudimental; per la prima volta nella carriera dell'artista sono presenti anche collaborazioni con altri cantanti, come Tom Walker (Hola (I Say)), Adriano Celentano (La casa azul), Vanessa da Mata e i Selton (Amalia).

## Tracce

### Edizione italiana
1. Voglio – 3:20 (Andrea Bonomo, Gianluigi Fazio, Marco Mengoni)
2. Hola (I Say) (feat. Tom Walker) – 3:48 (Francesco Catitti, Alessandro Mahmoud, Marco Mengoni, Tom Walker)
3. Buona vita – 3:12 (Fabio Ilacqua, Marco Mengoni)
4. Muhammad Ali – 3:08 (Tony Maiello, Marco Mengoni, Piero Romitelli, Davide Simonetta)
5. La casa azul – 3:13 (Fabio Ilacqua, Marco Mengoni)
6. Mille lire – 3:10 (Fabio Clemente, Alessandro Mahmoud, Marco Mengoni, Alessandro Merli)
7. Intro della ragione – 1:34 (Marco Mengoni, Giulia Monti, Daniele Parziani)
8. La ragione del mondo – 3:27 (Fabio Ilacqua, Marco Mengoni)
9. Amalia (feat. Vanessa da Mata, Selton) – 3:11 (Fabio Ilacqua, Marco Mengoni)
10. Rivoluzione – 3:28 (Dario Faini, Alessandro Mahmoud, Marco Mengoni)
11. Everest – 3:35 (Maurizio Carucci, Dario Faini, Marco Mengoni)
12. I giorni di domani – 4:09 (Fabio Ilacqua, Marco Mengoni)
13. Atlantico – 3:25 (Dario Faini, Francesco Servidei)
14. Hola – 3:49 (Francesco Catitti, Alessandro Mahmoud, Marco Mengoni)
15. Dialogo tra due pazzi – 3:59 (Fabio Ilacqua, Marco Mengoni)

Tracce bonus nell'edizione deluxe
- CD 01/05 – Attraverso la gente

1. I giorni di domani (Special Version (Demo))

- CD 02/05 – Filtro di coscienza

1. La ragione del mondo (Special Version (Demo))

- CD 03/05 – Immersione emotiva

1. Mille lire (Special Version (Demo))

- CD 04/05 – Oceano di esperienza

1. Everest (Special Version (Piano))

- CD 05/05 – Piano unico

1. Amalia (Special Version (Batucada))

### Edizione spagnola
1. Quiero – 3:20
2. Hola (I Say) (feat. Tom Walker) – 3:48
3. Buena vida – 3:12
4. Muhammad Ali – 3:08
5. La casa azul – 3:13
6. Pa' que lo tires – 3:11
7. Intro della ragione – 1:34
8. Solo ahora – 3:27
9. Amalia (feat. Vanessa da Mata e Selton) – 3:11
10. Revoluciones – 3:28
11. Everest – 3:35
12. Los días de mañana – 4:09
13. A través del Atlántico – 3:25
14. Hola – 3:49
15. Dos Locos – 3:59

## Formazione
Musicisti
- Marco Mengoni – voce
- Tom Walker – voce aggiuntiva (traccia 2)
- Adriano Celentano – cori aggiuntivi (traccia 5)
- Vanessa da Mata – voce aggiuntiva (traccia 9)
- Selton – gruppo ospite (traccia 9)
- Franklin – programmazione aggiuntiva (traccia 10)

Produzione
- Marco Mengoni – produzione e arrangiamento (eccetto tracce 3, 5, 6 e 10), pre-produzione
- Christian Rigano – produzione e arrangiamento (eccetto tracce 3, 5, 6 e 10)
- Pino "Pinaxa" Pischetola – missaggio (eccetto traccia 6)
- Antonio Baglio – mastering
- Peter Cornacchia – pre-produzione
- Giovanni Pallotti – pre-produzione
- Davide Sollazzi – pre-produzione
- Fabrizio Ferraguzzo – produzione e arrangiamento (tracce 2 e 14)
- Tom Walker – produzione e registrazioni parti vocali (traccia 2)
- El Guincho – produzione e arrangiamento (tracce 3 e 5)
- Pau Riutort – assistenza tecnica (tracce 3 e 5)
- Takagi & Ketra – produzione (traccia 6)
- Andrea DB Debernardi – missaggio (traccia 6)
- Rudimental – produzione (traccia 10)
- Steve Weston – ingegneria del suono (traccia 10)

## Classifiche

### Classifiche settimanali
| Classifica (2018) | Posizione massima |
| ----------------- | ----------------- |
| Italia            | 1                 |
| Svizzera          | 20                |

### Classifiche di fine anno
| Classifica (2018) | Posizione |
| ----------------- | --------- |
| Italia            | 12        |
| Classifica (2019) | Posizione |
| Italia            | 8         |
| Classifica (2020) | Posizione |
| Italia            | 83        |